# John Ewbank
John Ewbank (Eastleigh, 6 december 1968) is een Nederlandse songwriter, muziekproducent, zanger en ondernemer. Hij produceerde tot eind 2022 vijftien nummer-1 hits in de Nederlandse Top 40, waarvan het overgrote deel met Marco Borsato.

## Biografie
Ewbank werd in Eastleigh (nabij Southampton) geboren als zoon van een Britse vader en een Nederlandse moeder. Met zijn moeder verhuisde Ewbank op eenjarige leeftijd naar Nederland. Ewbank is vooral bekend van zijn teksten en composities voor Marco Borsato, met wie hij in 1990 voor het eerst samenwerkte. Hij is de man achter Borsato-hits als De waarheid, Wereld zonder jou, De bestemming, Binnen en Rood. Mede dankzij de inbreng van Ewbank werd Borsato de bestverkopende artiest van Nederland. Samen wonnen zij tien TMF Awards, tien Edisons en een Gouden Harp. Ook werd Ewbanks muziek in films gebruikt, waaronder Tony Scotts True Romance.
In 1990 stond Ewbank als zanger in de finale van het Nationaal Songfestival met de vierkoppige band Shift.
Tussen 1992 en 1994 speelde Ewbank in de band van Robby Valentine. Hij leverde een bijdrage (toetsen en achtergrondzang) aan de albums The Magic Infinity en Valentine. Daarnaast is hij al vele jaren actief als muzikant-producer-componist voor diverse projecten. Zo is hij de man achter het openingslied van de Amsterdam ArenA, De zee, gezongen door Trijntje Oosterhuis, werkte hij met Ferry Corsten aan de trance hit 'Ligaya' van Gouryella en schreef hij 'Face in the Crowd' als duet voor Lionel Richie en Trijntje Oosterhuis.
In 2007 maakte Ewbank deel uit van de jury van het televisieprogramma Idols 4. Speciaal voor deze editie schreef en coproduceerde hij Hello World, het lied dat door de winnende zangeres, Nikki, als single uitgebracht werd. In 2013 sprak Ewbank enkele overige stemmen in voor de Pixar animatiefilm Monsters University. In 2016 was hij vast jurylid bij het RTL 4-programma It Takes 2.
Ewbank is tevens actief in het bedrijfsleven als mede-oprichter en aandeelhouder van een ICT-bedrijf.

## Koningslied
John Ewbank componeerde de muziek van het Koningslied, het nationale lied ter ere van de inhuldiging van koning Willem-Alexander. Het lied leidde tot veel controverse. 
In eerste instantie werd het lied door critici plagiaat genoemd nadat de melodie werd geïntroduceerd in De Wereld Draait Door. Het intro en het refrein kwamen namelijk overeen met 10,000 Reasons van gospelzanger Matt Redman dat een maand eerder met een Grammy was bekroond. Ewbank zei aan te kunnen tonen zijn thema al in 2005 te hebben bedacht. 
Ook werd het lied door neerlandicus Wim Daniëls hevig bekritiseerd in het programma Pauw en Witteman en startte columniste Sylvia Witteman een petitie tegen het Koningslied die al snel tienduizenden handtekeningen opleverde. De componist trok het lied terug als gevolg van dreigementen en verwensingen die werden geuit op de sociale media. Het comité besloot voor doorgang en vijftig artiesten zongen het op 30 april live in een uitverkocht Ahoy. Op dat moment stond het Koningslied op nummer 1 in de nationale hitlijsten.
Na het Koningslied heeft Ewbank ook kritiek ondervonden over een grammaticaal incorrecte zin in de single Hoe het danst van Marco Borsato, Armin van Buuren en Davina Michelle, zijnde "Jouw iedere beweging lijkt bij mij vandaan". Als reactie kwamen er onder andere klachten op onder andere Twitter, FOK! en een online tijdschrift, waarbij vaak terugverwezen wordt naar de eerdere songteksten van Ewbank, met name die in het Koningslied.

## Privé
Ewbank was van 1998 tot 1999 getrouwd met actrice en presentatrice Ellemieke Vermolen. Van 13 augustus 2005 tot 2010 was hij getrouwd met presentatrice Vivian Reijs. Al in 2004 kregen zij een dochter. Sinds 2012 heeft hij een relatie met psychologe en Miss Nederland Universe 2011 Kelly Weekers (1989) met wie hij in 2017 en in 2020 nog twee dochters kreeg.
Zijn halfzus Jennifer Ewbank deed mee aan het RTL-programma The voice of Holland.

## Liedjesschrijver
Hij schrijft (of schreef) muziek voor de volgende artiesten:
- Marco Borsato
- Ferry Corsten
- Georgie Davis
- Gordon
- Hero
- Tim Immers
- Carel Kraayenhof
- Paul de Leeuw
- Maud
- Marieke van Ginneken
- Kinderen voor Kinderen
- Rob de Nijs
- Nurlaila
- Roméo
- Robby Valentine
- VanVelzen
- Laura Vlasblom
- Lionel Richie
- Trijntje Oosterhuis
- The Cats

## Muziekresultaten
| Jaar | Type       | Titel                        | Uitvoerend artiest                  | Rol John Ewbank                                                            | Hitnotering                    |
| ---- | ---------- | ---------------------------- | ----------------------------------- | -------------------------------------------------------------------------- | ------------------------------ |
| 1989 | cd-single  | When I Dream                 | Shift                               | Bandlid                                                                    |                                |
| 1989 | cd-single  | Wonderful                    | Patti & Shift                       | Bandlid                                                                    | Top 40: 10 weken, plaats 2     |
| 1991 | cd-single  | Kon ik maar even bij je zijn | Gordon                              | Arrangeur, Componist, tekstschrijver                                       | Top 40: 16 weken, plaats 1     |
| 1992 | cd-single  | Blijf Je Vannacht Bij Mij    | Gordon                              | Arrangeur, componist, tekstschrijver                                       | Top 40: 7 weken, plaats 10     |
| 1993 | cd-single  | Blijf Nou Nog Even           | Gordon                              | Componist, tekstschrijver                                                  | Top 40: Tip                    |
| 1994 | cd-single  | Dromen zijn bedrog           | Marco Borsato                       | Producer                                                                   | Top 40: 28 weken, plaats 1     |
| 1994 | cd-single  | Ik bel je zomaar even op     | Gordon                              | Componist                                                                  | Top 40: 3 weken, plaats 30     |
| 1996 | cd         | Ongeloveloos                 | Tim Immers                          | Arrangeur, componist, gastmuzikant, producer, tekstschrijver               |                                |
| 1996 | cd-single  | Roze bril                    | Tim Immers                          | Producer                                                                   | Top 40: 5 weken, plaats 22     |
| 1996 | cd-single  | Tonight                      | Laura Vlasblom                      | Producer                                                                   |                                |
| 1996 | cd         | Duizend Nachten              | Tim Immers                          | Producer                                                                   |                                |
| 1996 | cd-single  | In De Steen                  | De steen                            | Gastmuzikant                                                               |                                |
| 1996 | cd-single  | De zee (ArenA hymne)         | Trijntje Oosterhuis                 | Producer, componist, tekstschrijver                                        | Top 40: 9 weken, plaats 7      |
| 1996 | cd-single  | Vrij Zijn                    | Marco Borsato                       | Producer                                                                   | Top 40: 14 weken, plaats 3     |
| 1996 | cd         | De Waarheid                  | Marco Borsato                       | Producer, arrangeur, componist, tekstschrijver, toetsenist                 |                                |
| 1997 | cd-single  | Vliegen Zonder Vleugels      | Tim Immers                          | Producer                                                                   |                                |
| 1998 | cd         | De Bestemming                | Marco Borsato                       | Producer, componist, tekstschrijver                                        |                                |
| 2000 | cd         | Luid en Duidelijk            | Marco Borsato                       | Producer, componist, tekstschrijver                                        |                                |
| 2002 | cd         | Home Again                   | Roméo                               | Componist                                                                  |                                |
| 2002 | cd-single  | Ligaya                       | Gouryella (Ferry Corsten)           | Producer, componist                                                        |                                |
| 2003 | cd-single  | Nu Dat Jij Er Bent           | Carel Kraayenhof                    | Componist, tekstschrijver                                                  | Top 40: 8 weken, plaats 14     |
| 2003 | cd         | Trijntje Oosterhuis          | Trijntje Oosterhuis                 | Componist, tekstschrijver, Producer (track 4 en 5)                         | Albumlijst: 31 weken, plaats 3 |
| 2003 | single     | Afscheid nemen bestaat niet  | Marco Borsato                       | Componist, tekstschrijver, producer                                        | Top 40: 20 weken, plaats 1     |
| 2003 | cd-single  | Nu dat jij er bent           | Trijntje Oosterhuis                 | Componist, tekstschrijver                                                  | Top 40: 8 weken, plaats 14     |
| 2004 | cd-single  | Wat Zou Je Doen (Live)       | Marco Borsato & Ali B               | Componist, tekstschrijver                                                  | Top 40: 18 weken, plaats 1     |
| 2004 | cd-single  | Voorbij                      | Marco Borsato                       | Componist, tekstschrijver, producer                                        | Top 40: 15 weken, plaats 1     |
| 2004 | cd-single  | Zoals je naar me kijkt       | Maud                                | Componist, tekstschrijver, producer                                        | Top 40: 8 weken, plaats 10     |
| 2004 | cd         | Zien                         | Marco Borsato                       | Producer, componist, arrangeur, toetsenist, backing vocals, tekstschrijver |                                |
| 2004 | dvd        | Zien                         | Marco Borsato                       | Producer, componist, arrangeur, toetsenist, backing vocals, tekstschrijver |                                |
| 2006 | single     | Rood                         | Marco Borsato                       | Producer, componist, tekstschrijver                                        | Top 40: 24 weken, plaats 1     |
| 2007 | cd         | Dat Wat Overblijft           | Paul De Leeuw                       | Producer, componist, tekstschrijver                                        |                                |
| 2007 | cd         | Unwind                       | VanVelzen                           | Componist                                                                  |                                |
| 2008 | single     | Hello World                  | Nikki Kerkhof                       | Producer, componist, tekstschrijver                                        | Top 40: 7 weken, plaats 1      |
| 2008 | soundtrack | When summer ends             | VanVelzen                           | Producer, componist, tekstschrijver                                        | Top 40: 14 weken, plaats 6     |
| 2008 | single     | Wit Licht                    | Marco Borsato                       | Producer, componist, tekstschrijver                                        | Top 40: 9 weken, plaats 1      |
| 2008 | single     | Face in the crowd            | Lionel Richie & Trijntje Oosterhuis | Producer, componist, tekstschrijver                                        | Top 40: 12 weken, plaats 9     |
| 2008 | single     | Stop de tijd                 | Marco Borsato                       | Producer, componist, tekstschrijver                                        | Top 40: 9 weken, plaats 1      |
| 2008 | single     | Dochters                     | Marco Borsato                       | Producer, componist, tekstschrijver                                        | Top 40: 19 weken, plaats 1     |
| 2010 | single     | Geloven in het leven         | 3J's                                | Producer, componist, tekstschrijver                                        |                                |

### Hitnoteringen
| Single met eventuele hitnotering(en) in de Nederlandse Top 40 | Datum van verschijnen | Datum van binnenkomst | Hoogste positie | Aantal weken | Opmerkingen                                                                                              |
| ------------------------------------------------------------- | --------------------- | --------------------- | --------------- | ------------ | --- |
| Koningslied                                                   | 19-04-2013            | 27-04-2013            | 2               | 4            | als onderdeel van Nationaal Comité Inhuldiging / Nr. 1 in de Single Top 100                              |
| Muziek                                                        | 14-10-2013            | 26-10-2013            | 9               | 4            | met Baggi Begovic als Bag2Bank / met Marco Borsato & Ali B / Nr. 1 in de Single Top 100                  |
| This is what it feels like (John Ewbank classical remix)      | 2013                  | 23-11-2013            | 20              | 11           | met Armin van Buuren & Trevor Guthrie                                                                    |
| Samen voor altijd                                             | 2013                  | 07-12-2013            | 12              | 11           | met Marco Borsato, Jada Borsato, Willem Frederiks, Lange Frans & Day Ewbank / Nr. 1 in de Single Top 100 |
| Lippenstift                                                   | 2019                  | 05-10-2019            | 2               | 12           | met Marco Borsato & Snelle / Nr. 2 in de Single Top 100                                                  |
| Een moment                                                    | 2021                  | 20-03-2021            | 26              | 2            | met Marco Borsato & Rolf Sanchez / Nr. 12 in de Single Top 100                                           |
| Kleine grote vriend                                           | 2021                  | 08-05-2021            | tip22           | -            | met André Hazes jr.                                                                                      |
| Hef je glas                                                   | 2021                  | 12-06-2021            | 24              | 4            | met Marco Borsato & Rolf Sanchez / Nr. 32 in de Single Top 100                                           |

| Single met hitnotering(en) in de Vlaamse Ultratop 50 | Datum van verschijnen | Datum van binnenkomst | Hoogste positie | Aantal weken | Opmerkingen                                                                 |
| ---------------------------------------------------- | --------------------- | --------------------- | --------------- | ------------ | --------------------------------------------------------------------------- |
| Muziek                                               | 14-10-2013            | 26-10-2013            | tip8            | -            | met Baggi Begovic als Bag2Bank / met Marco Borsato & Ali B                  |
| Samen voor altijd                                    | 2013                  | 07-12-2013            | 1 (3wk)         | 10           | met Marco Borsato, Jada Borsato, Willem Frederiks, Lange Frans & Day Ewbank |
| Lippenstift                                          | 2019                  | 05-10-2019            | 15              | 24           | met Marco Borsato en Snelle                                                 |
| Een moment                                           | 2021                  | 20-03-2021            | 33              | 2            | met Marco Borsato en Rolf Sanchez                                           |
| Kleine grote vriend                                  | 2021                  | 08-05-2021            | tip             | -            | met André Hazes jr.                                                         |
| Hef je glas                                          | 2021                  | 22-05-2021            | 24              | 6            | met Marco Borsato en Rolf Sanchez                                           |

- MusicBrainz: a9a6eafd-fbd3-4cb2-a276-e8f6b6adefd8